# あかね色のケープタウン
『あかね色のケープタウン』（ 英：The World Unseen ）は、2007年製作の、南アフリカ共和国・イギリス合作映画。監督は、『ストレートじゃいられない』のシャミン・サリフ。
2009年(第2回)アジアンクィア映画祭(9月23日)で日本初上映、クロージング作品を飾った。また、2010年(第5回)関西クィアフィルムフェスティバル(9月5日)にて上映。

## キャスト
- ミリアム：リサ・レイ
- アミナ：シェータル・シェス
- ジェイコブ：デヴィッド・デニス
- レヘマット：ナンダナー・セーン(アマルティア・センの娘)
- バーナード・ホワイト
- ビーガム：アンバー・ローズ・レヴァ